# PANK1
PANK1‏ (Pantothenate kinase 1) هوَ بروتين يُشَفر بواسطة جين PANK1 في الإنسان.